# Arctokonstantinus hardingi
Arctokonstantinus hardingi is een eenoogkreeftjessoort uit de familie van de Arctokonstantinidae. De wetenschappelijke naam van de soort is voor het eerst geldig gepubliceerd in 2001 door Markhaseva & Kosobokova.